# Deez Nuts
Deez Nuts ist eine australische Hardcore-Band mit starken Rap- und leichten Metaleinflüssen aus Melbourne. Sie wurde 2007 gegründet. Die aktuelle Besetzung besteht aus dem Sänger und Frontmann JJ Peters, dem Gitarristen RealBad und dem Schlagzeuger Alex Salinger.

## Geschichte
Die Band wurde 2007 nach der Auflösung von I Killed the Prom Queen von JJ Peters, der Schlagzeuger dieser Band war, gegründet, und nahm nach dem Komponieren erster Songs das Demo-Album Deez Nuts 2007 Demo auf. Es folgten mehrere erfolgreiche Auftritte rund um Melbourne, worauf sich die Band entschloss, ein vollständiges Album herauszubringen, das den Titel Rep Your Hood trug.
Januar 2008 nahm die Band an der Boys of Summer Tour neben anderen Größen aus der australischen Hardcore-Szene teil, in der die Deez Nuts immer mehr an Beachtung gewannen. Kurz darauf begann JJ Peters wieder, Songs für das nächste Album zu schreiben, wobei er nur durch eine Teilnahme an der Say Goodbye Tour seiner Mutterband I Killed the Prom Queen kurzzeitig eingeschränkt wurde. Im August 2008 wurde das Album Stay True aufgenommen. Nach einer Tour durch Australien im September und einer Europatour im Oktober – das Album erschien in Australien am 4. Oktober 2008 – folgte die Stay True Tour, die von Januar – Februar 2009 stattfand. Es folgten weitere Shows in England und den USA, sowie vielen anderen Touren in Australien, oft mit anderen Bands aus den verschiedensten Ländern zusammen. In der Zeit zwischen allen Touren bildete JJ Peters im Juni 2008 mit dem neuseeländischen Rapper Louie Knuxx eine Hip-Hop/Rap-Formation namens Grips & Tonic, die das sehr erfolgreiche Album Want Some, Get Some herausbrachte.
Am 21. Mai 2010 brachten Deez Nuts das im April aufgenommene Album This One’s for You heraus. JJ Peters gab bekannt, dass er für das Komponieren der Songs nur zwei Wochen benötigt habe. Es stieg außerdem auf Platz 44 der australischen Charts ein, wo es sich eine Woche lang hielt.
Im April 2014 verließ der bisherige Bassist Jon Green die Band aus persönlichen Gründen, woraufhin er durch das einstige Gründungsmitglied Sean Kennedy ersetzt wurde, welcher zur Band zurückkehrte.
Am 23. Februar 2021 starb Bassist Sean Kennedy im Alter von 35 Jahren.

## Diskografie

### Alben
| Jahr | Titel Musiklabel                      | Höchstplatzierung, Gesamtwochen, AuszeichnungChartplatzierungen (Jahr, Titel, Musiklabel, Platzierungen, Wochen, Auszeichnungen, Anmerkungen) | Höchstplatzierung, Gesamtwochen, AuszeichnungChartplatzierungen (Jahr, Titel, Musiklabel, Platzierungen, Wochen, Auszeichnungen, Anmerkungen) | Höchstplatzierung, Gesamtwochen, AuszeichnungChartplatzierungen (Jahr, Titel, Musiklabel, Platzierungen, Wochen, Auszeichnungen, Anmerkungen) | Anmerkungen                            |
| Jahr | Titel Musiklabel                      | DE | CH | AU | Anmerkungen                            |
| ---- | ------------------------------------- | --- | --- | --- | -------------------------------------- |
| 2008 | Stay True Stomp Entertainment         | — | — | — | Erstveröffentlichung: 4. Oktober 2008  |
| 2010 | This One’s for You Roadrunner Records | — | — | AU44 (1 Wo.)AU | Erstveröffentlichung: 21. Mai 2010     |
| 2013 | Bout It Century Media                 | DE76 (1 Wo.)DE | — | AU35 (1 Wo.)AU | Erstveröffentlichung: 4. April 2013    |
| 2015 | Word Is Bond Century Media            | DE34 (1 Wo.)DE | — | AU20 (1 Wo.)AU | Erstveröffentlichung: 21. April 2015   |
| 2017 | Binge & Purgatory Century Media       | DE78 (1 Wo.)DE | CH84 (1 Wo.)CH | AU46 (1 Wo.)AU | Erstveröffentlichung: 7. April 2017    |
| 2019 | You Got Me Fucked Up Century Media    | DE61 (1 Wo.)DE | — | — | Erstveröffentlichung: 18. Oktober 2019 |

### EPs
- 2007: Rep Your Hood

### Singles
- 2012: Band of Brothers / Shot After Shot